# Riccardo di Raviscanina
Riccardo di Raviscanina (1100 circa – 1155 circa) è stato un condottiero normanno.
Figlio del conte Roberto di Alife e Gaitelgrima, fratello minore di Rainulfo di Alife. Signore della rocca di Sant'Angelo d'Alife e Raviscanina, è detto comes (conte) dal cronista Falcone di Benevento.
Dopo alcuni anni di conflitti che i signori normanni dell'Italia centrale e meridionale (in particolare suo fratello Rainulfo) appoggiati dal Papa e dall'Imperatore conducevano contro il re Ruggero II di Sicilia, l'8 aprile 1139 il Papa scomunicò Ruggero, ma il 30 dello stesso mese morì Rainulfo. Di conseguenza Ruggero, il 25 maggio 1139, sbarcò di nuovo a Salerno e si impadronì della Puglia.
Nel frattempo le truppe del papa si riunirono con quelle di Roberto II di Capua e Riccardo di Raviscanina e si venne allo scontro presso Galluccio il 22 luglio 1139.
Le forze pontificie vennero sconfitte e Roberto, Riccardo e altri nobili normanni cercarono scampo nella fuga in Germania, dove furono accolti dall'imperatore Corrado III.
Seguì un periodo confuso di intrighi, finché Corrado III morì nel febbraio 1152 durante i preparativi di una nuova spedizione in Italia. Tuttavia Federico Barbarossa, nuovo imperatore, volle portare a termine i progetti del suo predecessore, e infatti nella dieta di Würzburg, presenti i Normanni, i feudatari tedeschi decisero che la spedizione si sarebbe mossa dopo due anni, avendo quale scopo principale l'incoronazione a Roma dell'imperatore.

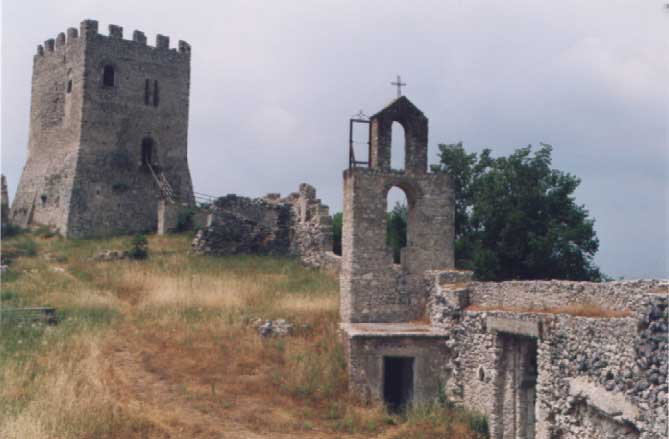
Resti del castello di Raviscanina e del borgo medievale fortificato

Al momento della partenza non era presente Riccardo, morto nel frattempo, ma lo sostituiva il figlio Andrea di Raviscanina, cresciuto alla corte imperiale, in esilio fin da bambino.